# Bella Vista (Arkansas)
Bella Vista – miasto w Stanach Zjednoczonych, w stanie Arkansas, w hrabstwie Benton.